# Durk van der Mei

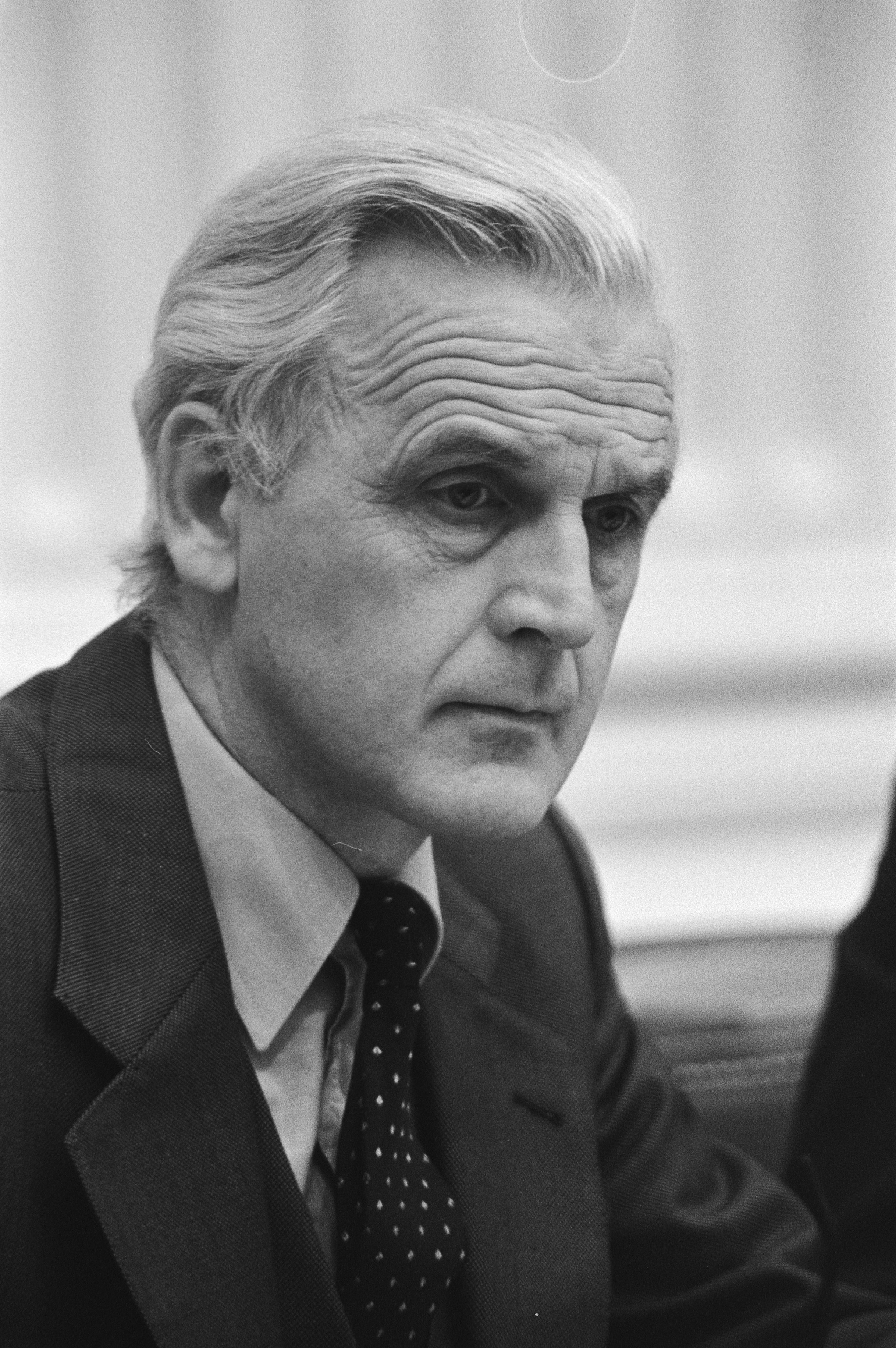
Staatssekretär Durk van der Mei (1981).

Durk Frederik van der Mei (* 13. Oktober 1924 in Brummen, Provinz Gelderland; † 2. Februar 2018 in Zutphen, Provinz Gelderland) war ein niederländischer Politiker der Christlich-Historischen Union CHU (Christelijk-Historische Unie) und später des Christlich-Demokratischen Aufrufs CDA (Christen-Democratisch Appèl), der unter anderem von 1956 bis 1977 Mitglied der Zweiten Kammer der Generalstaaten sowie zwischen 1976 und 1977 Mitglied des Europäischen Parlamentes war. Im Kabinett Van Agt I fungierte er von 1977 bis 1981 als Staatssekretär im Außenministerium und war im Anschluss zwischen 1981 und 1984 erneut Mitglied der Zweiten Kammer.

## Leben

### Studium, Mitglied der Zweiten Kammer der Generalstaaten und des Europäischen Parlaments

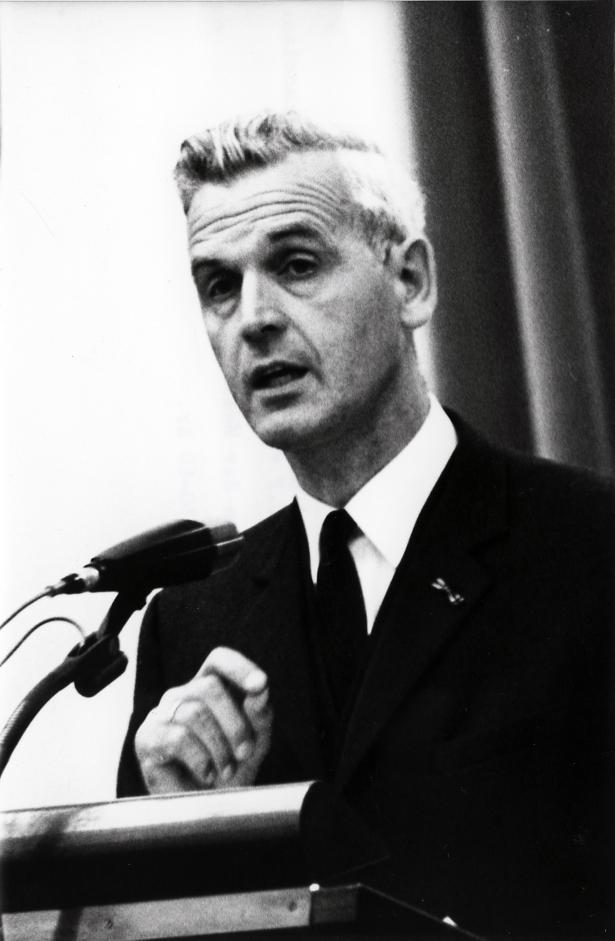
van der Mei als Mitglied der Zweiten Kammer der Generalstaaten (1968).

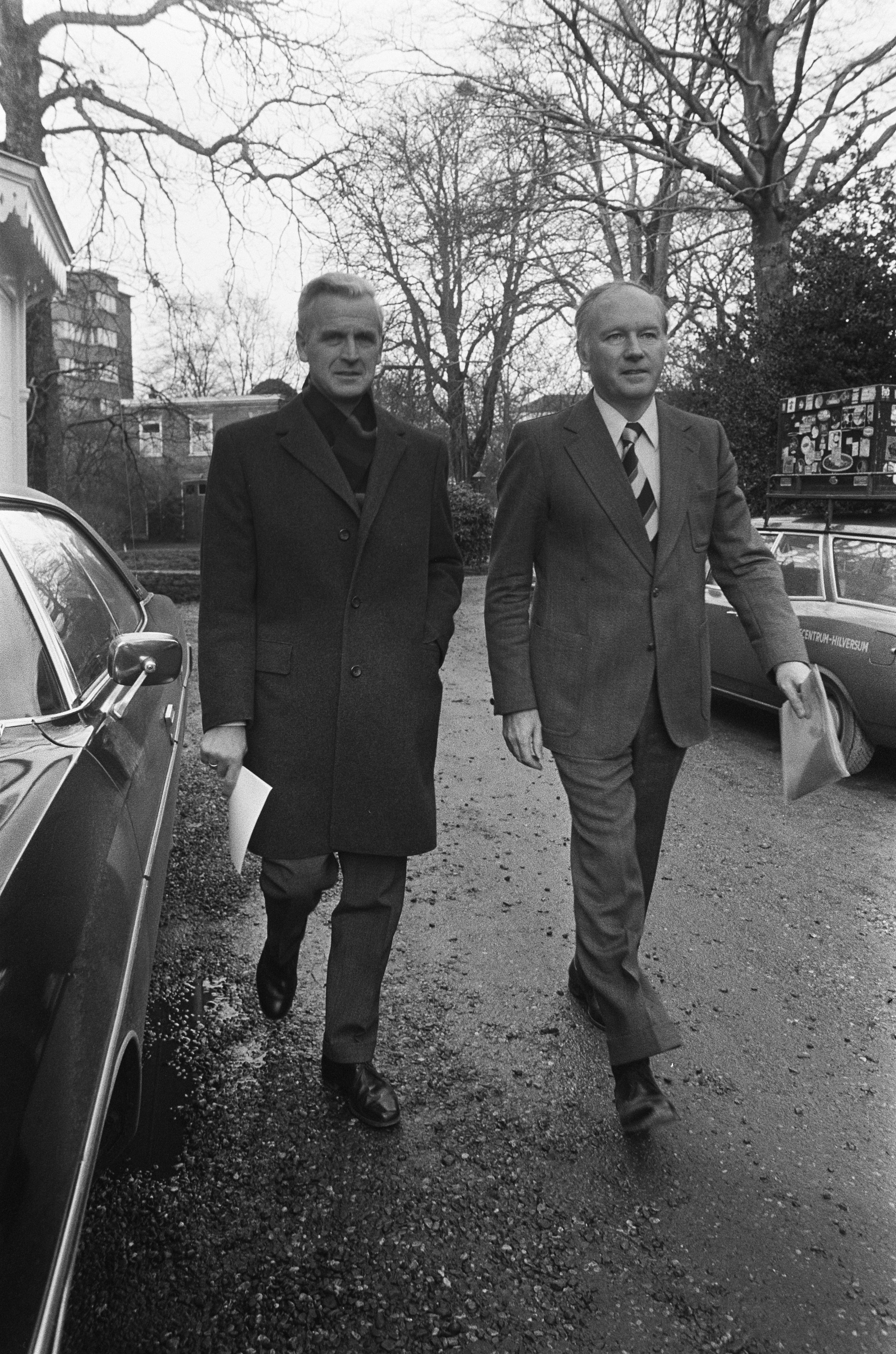
van der Mei mit dem Abgeordneten Roelof Kruisinga (1973)

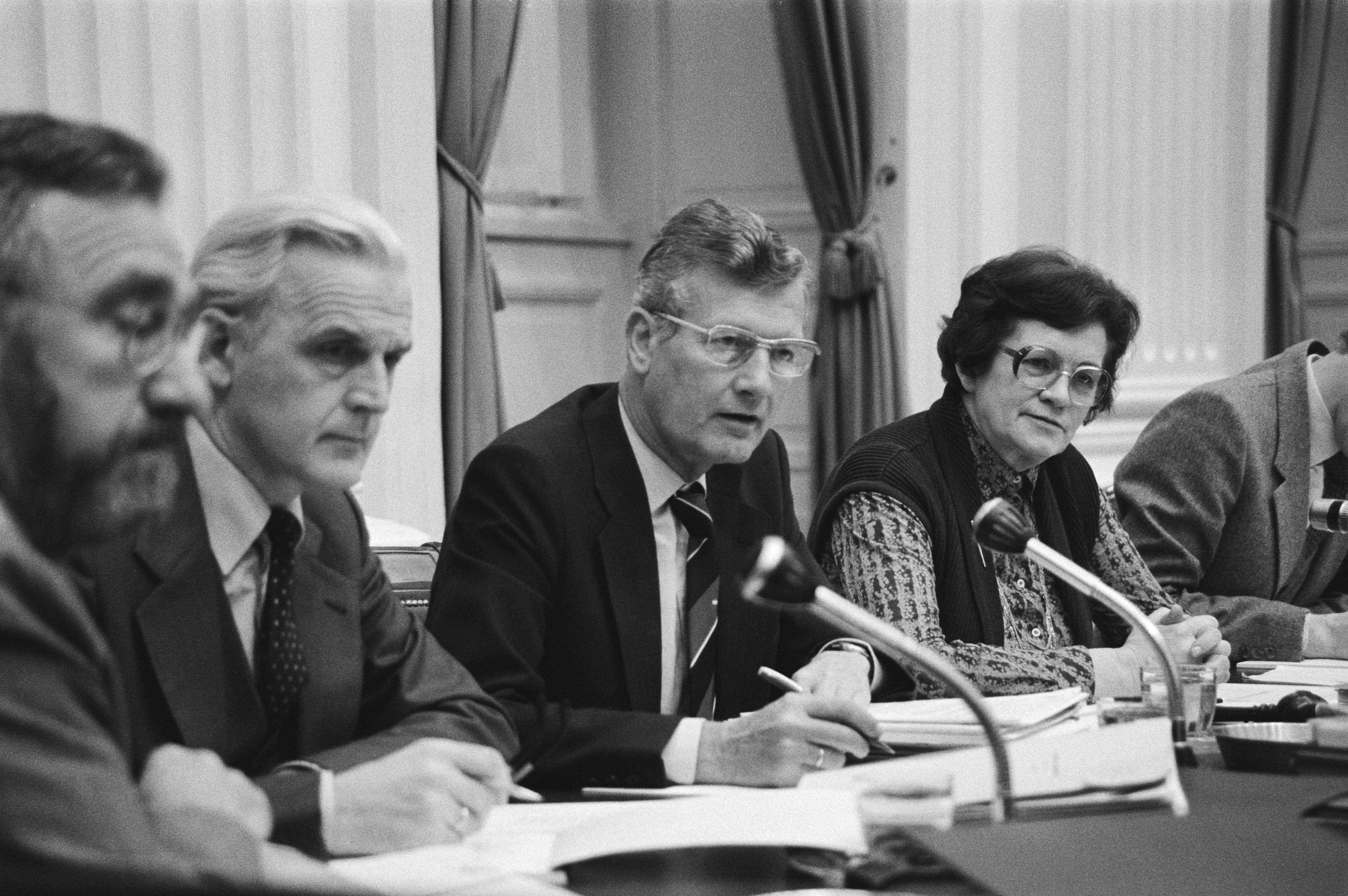
Staatssekretär van der Mei (2.v.l.), Minister Jan de Koning und Ausschussvorsitzende Dien Cornelissen bei einer Sitzung des Entwicklungshilfeausschusses (2. Februar 1981).

Durk Frederik van der Mei absolvierte nach dem Besuch des Christelijk Lyceum in Zutphen ein Studium der Wirtschaftswissenschaften an der Universiteit van Amsterdam und war nach Abschluss des Studiums zwischen 1953 und 1956 als Wissenschaftlicher Assistent tätig.
Am 6. November 1956 wurde er als Kandidat der Christlich-Historischen Union CHU (Christelijk-Historische Unie) erstmals Mitglied der Zweiten Kammer der Generalstaaten (Tweede Kamer der Staten-Generaal), des Unterhauses des Parlaments (Generalstaaten), und gehörte dieser zunächst bis zum 10. Mai 1971Als junger Abgeordneter, der bereits völlig ergraut war, saß er in der Zweiten Kammer zwischen dem viel älteren Vorsitzenden der CHU-Fraktion Hendrik Tilanus sowie einer Abgeordneten und wurde damals „das graue Kind“ (het grijze kind) genannt. Er war Finanz- und Wirtschaftssprecher sowie Anfang der 1960er Jahre auch sportpolitischer Sprecher der CHU-Fraktion und befasste sich daneben mit Fragen der Entwicklungszusammenarbeit. Anfangs baute er seine Reden teilweise mit Zitaten aus wissenschaftlichen Fachzeitschriften auf und fragte dann den Minister nach seiner Meinung dazu. Außerdem war er zwischen 1959 und 1965 Berater des Christlichen Gewerkschaftsbundes CNV (Christelijk Nationaal Vakverbond).
Van der Mei gehörte erneut vom 3. August 1971 bis zum 28. Dezember 1977 der Zweiten Kammer der Generalstaaten als Mitglied an. Er war in dieser Zeit außenpolitischer Sprecher der CHU-Fraktion und 1977 zusammen mit Kees van Dijk und Herman Wisselink eines der drei Mitglieder der CHU-Fraktion, die gegen den Entwurf eines Koalitionsvertrags der CHU mit der Partei der Arbeit PvdA (Partij van de Arbeid) und den Democraten 66 stimmten. Er war zudem vom 9. März 1976 bis 30. Dezember 1977 ein von den Generalstaaten ernanntes Mitglied des Europäischen Parlamentes.

### Staatssekretär und Rückkehr in die Zweite Kammer
Am 28. Dezember 1977 wurde Durk van der Mei als Staatssekretär im Außenministerium in das Kabinett Van Agt I und war in dem von Außenminister Chris van der Klaauw geleiteten Ministerium bis zum 11. September 1981 zuständig für europäische Zusammenarbeit.
Als Staatssekretär fungierte er zwischen 1977 und 1981 auch als Vorsitzender des Koordinierungsausschusses für europäische Integrations- und Assoziierungsprobleme des Kabinetts. Er war 1978 aufgrund der Verhandlungen mit der Bundesrepublik Deutschland über das letztlich nicht umgesetzte Dollarthafen-Projekt an der Entscheidung beteiligt, Flüssigerdgas (LNG) im Emsgebiet anzulanden. 1980 erfolgte die gesetzliche Genehmigung des Vertrags über den Beitritt Griechenlands zur Europäischen Wirtschaftsgemeinschaft (EWG) und Europäische Atomgemeinschaft (Euratom), der am 28. Mai 1979 in Athen geschlossen wurde. Griechenland wurde am 1. Januar 1981 das zehnte Mitglied der EWG und Euratom. 1980 brachte er zusammen mit dem Minister für Entwicklungszusammenarbeit Jan de Koning das Gesetz zur Genehmigung des zweiten Lomé-Abkommens zwischen der Organisation Afrikanischer, Karibischer und Pazifischer Staaten (AKP) und EWG ein, das am 31. Oktober 1979 geschlossen wurde. Dieses Abkommen regelt die Handelsbeziehungen und die wirtschaftliche Zusammenarbeit zwischen der EWG und ihren Mitgliedstaaten einerseits und den Staaten Afrikas, der Karibik und des Pazifischen Ozeans (AKP-Staaten) andererseits. Der Vertrag ist die Grundlage für die europäische und nationale Entwicklungszusammenarbeit mit diesen Ländern.
Nach seinem Ausscheiden aus der Regierung war van der Mei zwischen dem 15. September 1981 bis 16. September 1982 sowie vom 11. November 1982 bis 26. Juni 1984 abermals Mitglied der Zweiten Kammer der Generalstaaten, wo er jeweils nur über eine Nachrückerposition ins Parlament einzog, da er auf der Kandidatenliste recht weit hinten platziert war. Während seiner Parlamentszugehörigkeit war er vom 30. September 1981 bis zur Auflösung am 30. März 1982 Vorsitzender des Ständigen Ausschusses für Kernenergie (Vaste commissie voor Kernenergie).
Durk van der Mei war nach seinem Ausscheiden aus der Zweiten Kammer von Juli 1984 bis Mai 1992 Vorsitzender des Rates für Immobilieninformationen (Raad voor Vastgoedinformatie) und wurde 1992 Mitglied des Nationalen Beirates für Entwicklungszusammenarbeit (Nationale Adviesraad Ontwikkelingssamenwerking) sowie im April 1996 Mitglied der Kommission zur Untersuchung der Veteranenfürsorge. Seine Frau war als Sekretärin in der Zentrale der CHU-Frauen tätig und als Vertreterin der CHU Mitglied des Parlaments (Provinciale Staten) der Provinz Utrecht sowie Mitglied des Gemeinderates Vleuten-De Meern.